# 美和町 (山口県)
美和町（みわちょう）は、山口県の東部にあった町。2006年3月20日、岩国市および玖珂郡内の町村（和木町を除く）と合併し、新たに岩国市となり、町域は岩国市美和町（みわまち）となった。

## 隣接する自治体
- 山口県
  - 岩国市
  - 玖珂郡：美川町、本郷村
- 広島県
  - 大竹市
  - 廿日市市

## 歴史
- 1955年（昭和30年）4月1日 - 秋中村・賀見畑村が合併して美和村が発足。
- 1956年（昭和31年）9月30日 - 坂上村と美和村が合併して美和町が発足。
- 2006年（平成18年）3月20日 - 岩国市・由宇町・玖珂町・本郷村・周東町・錦町・美川町と合併し、改めて岩国市が発足。同日美和町廃止。

## 交通

### 鉄道
- 町内を鉄道路線は通っていない。鉄道を利用する場合の最寄り駅は、錦川鉄道錦川清流線椋野駅。
  - 町東部では山陽本線大竹駅も近い地域もあるほか、山陽新幹線新岩国駅からアクセスする方法もある。

### 路線バス
- 美和町営バス

### 道路
- 町内には高速道路・国道は通っていない。
  - 最寄インターチェンジは山陽自動車道岩国IC・大竹IC

- 主要地方道
  - 山口県道・広島県道2号岩国佐伯線
  - 山口県道59号岩国錦線
- 一般県道
  - 山口県道111号岩国美和線
  - 広島県道・山口県道116号大竹美和線
  - 山口県道130号本郷周東線
  - 山口県道135号北中山岩国線

## 名所・旧跡・観光
- 真珠湖（小瀬川ダム）
- 弥栄湖（弥栄ダム）
- 山代湖（生見川ダム）

## 出身者
- 新原敏三-芥川龍之介の実父